# Ульянин, Александр Николаевич
Александр Николаевич Ульянин (род. 9 декабря 1961, Бузулук, Оренбургская область) — советский самбист, призёр чемпионатов СССР, чемпион мира 1985 года, мастер спорта СССР международного класса. Тренер по самбо и дзюдо, Заслуженный тренер России. Тренер МБОУ ДОД Бузулука «Специализированная детско-юношеская спортивная школа олимпийского резерва». В 2011 году прошёл чемпионат Оренбургской области по самбо на призы Александра Ульянина.

## Спортивные результаты
- Чемпионат СССР по самбо 1984 года — ;
- Чемпионат СССР по самбо 1985 года — ;
- Чемпионат СССР по самбо 1986 года — ;
- Чемпионат СССР по самбо 1988 года — ;